# Nakasong
Nakasong est un village du Laos situé dans la province de Champassak, dans le district de Khong, à l'est du Mékong. Le village est une des portes d'entrées principales de l’archipel de Si Phan Don donnant notamment accès aux îles Don Det et Don Khon. Le village est également traversé par la route nationale 13.